# Ángel Goicoechea Lizarraga
Ángel Goicoechea Lizarraga (Pamplona, 1863-17 de marzo de 1920) fue un arquitecto español que realizó varias obras en Pamplona, así como la restauración del castillo y la Basílica de Javier (Navarra). Fue presidente de la Asociación de Arquitectos de Navarra y vocal de la Comisión de Monumentos Históricos y Artísticos de Navarra.

## Biografía

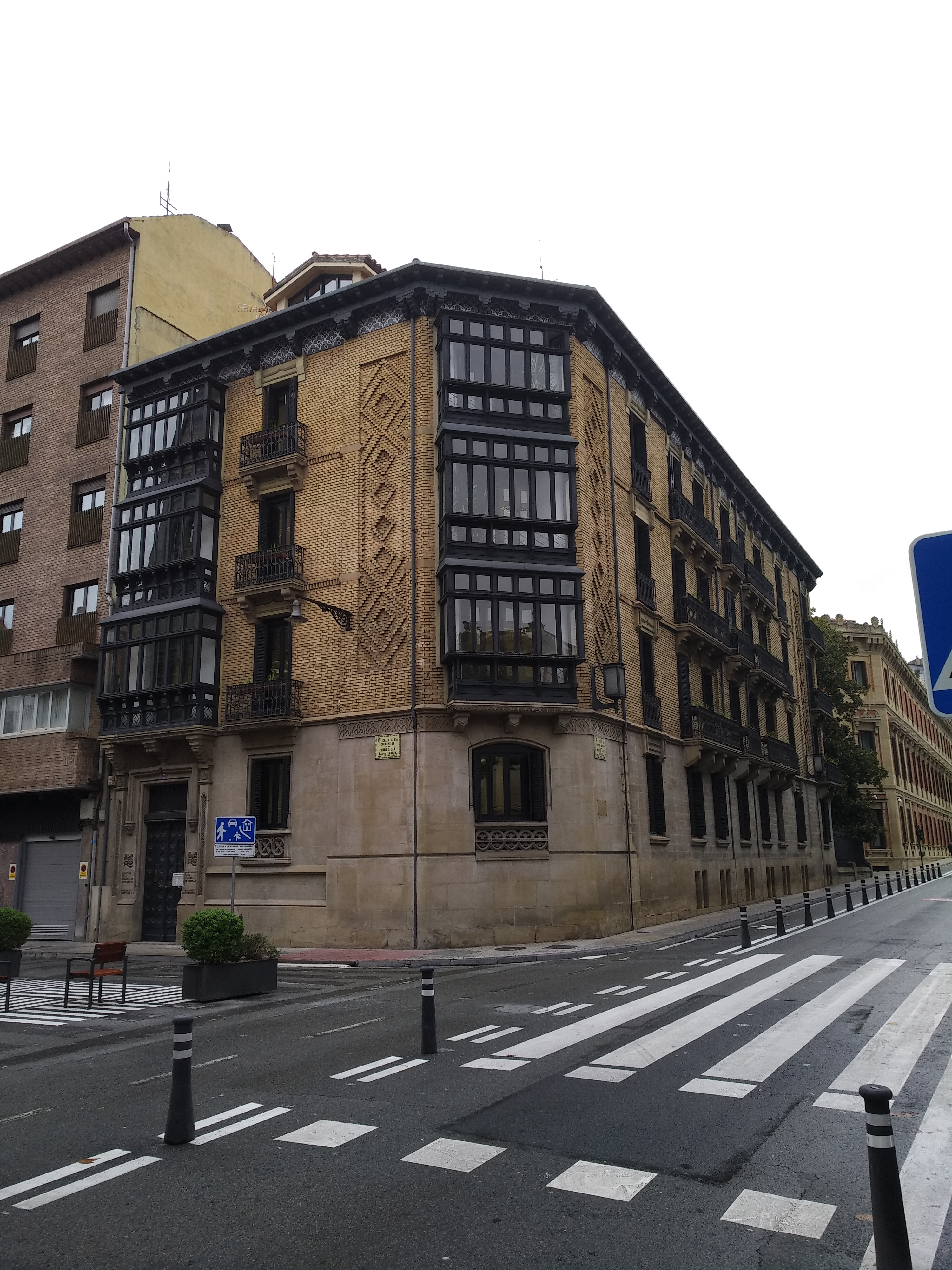
Calle General Chinchilla nº 7 (Pamplona)

Estudió la carrera en la Escuela Superior de Arquitectura de Madrid, donde entró en contacto con el Historicismo. 
En 1888 ocupó el puesto de arquitecto municipal de Pamplona con carácter interino y como tal diseñó dos anteproyectos para el palacio de Justicia. En el conjunto de su obra en la capital destaca la casa parroquial y portada al Paseo Valencia de la parroquia de San Nicolás en 1889 y varias viviendas en el llamado Primer Ensanche, como la casa situada en la calle General Chinchilla 7, realizada en 1899 y que es, quizá, su contribución más interesante.
Estilísticamente, la producción de Goicoehea pertenece al Eclecticismo, pero se advierte en él y, en ello estriba su peculiaridad, cierto gusto por el Neomudéjar, presente en los edificios pamploneses citados. Ocupó el cargo de arquitecto diocesano y fue miembro de la Comisión de Monumentos Históricos y Artísticos de Navarra.
Desde abril de 1892 se ocupó de las obras de restauración del Castillo de Javier y de la construcción de la Basílica.

«El problema que se ofreció en Javier al arquitecto Sr. Goicoechea no era de fácil solución: había que volver el castillo a su perdido decoro, a su pureza de líneas, a su arcaica fisonomía, a su antigua gentileza; y había que convertir lo que fue morada de los Jasso y Azpilcueta en residencia de los hijos de San Ignacio y de San Francisco de Javier, a cuyo cuidado deseaba confiar la restauradora aquel relicario de recuerdos santos.»
José Ramón Mélida, 1901

En 1902 fue nombrado académico correspondiente de la Real de San Fernando.
En 1906-1907, levanta en Beramendi (Basaburúa) una iglesia parroquial de San Miguel, de nueva planta, «en el mismo sitio y con una capacidad del doble de la que existía» en «un edificio de estilo ojival en el que destaca la esbelta silueta de la torre adosada a la cabecera». La obra se financió con la cantidad testamentada por Esteban Mariezcurrena, un indiano que a su regreso de Argentina así lo dispuso, y Miguel Martín Erviti, un vecino que sufragó «detalles complementarios».
El 16 de noviembre de 1912 se inaugura el templo neogótico de la iglesia de San Juan Bautista de Obanos, «construido aprovechando muchos de los elementos arquitectónicos del templo original». El historiador del Arte y vecino de Obanos, Fco. Javier Zubiaur Carreños nos da cuenta de un informe de este arquitecto, fechado en 1910, donde se indica «que de su estilo originario sólo se conservaban la portada, la torre y, bajo ésta, la bóveda de la primitiva nave principal del siglo XIII. En cambio, era posterior, de principios del XVI, la del sotocoro. Tanto la portada como la bóveda se aprovecharían para la nueva iglesia, colocando aquella a los pies del templo y la bóveda en lugar más preeminente -la cabecera- por ser de buena factura, estrellada, de nervios rectilíneos que descansaban sobre ménsulas cilíndricas decoradas con figuras. El resto se hallaba reconstruido en “estilo grecorromano” tardío (1877)»
Entre 1914-1916 levantó la iglesia del Salvador en el barrio pamplonés de la Rochapea en un estilo ecléctico entre el neorrománico y neogótico.
Falleció en Pamplona el 17 de marzo de 1920.

Obras realizadas
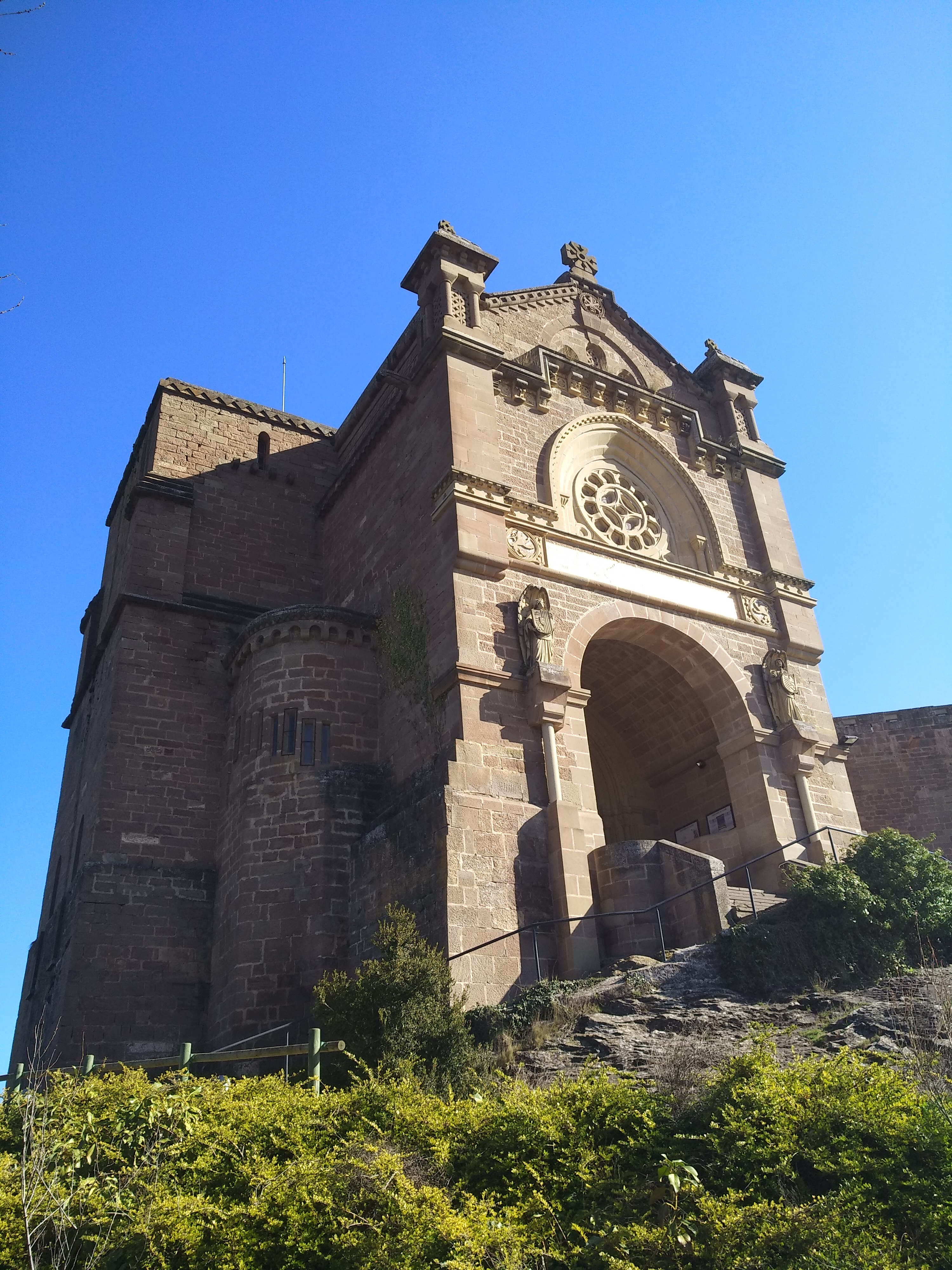
Basílica de Javier (Javier, Navarra)
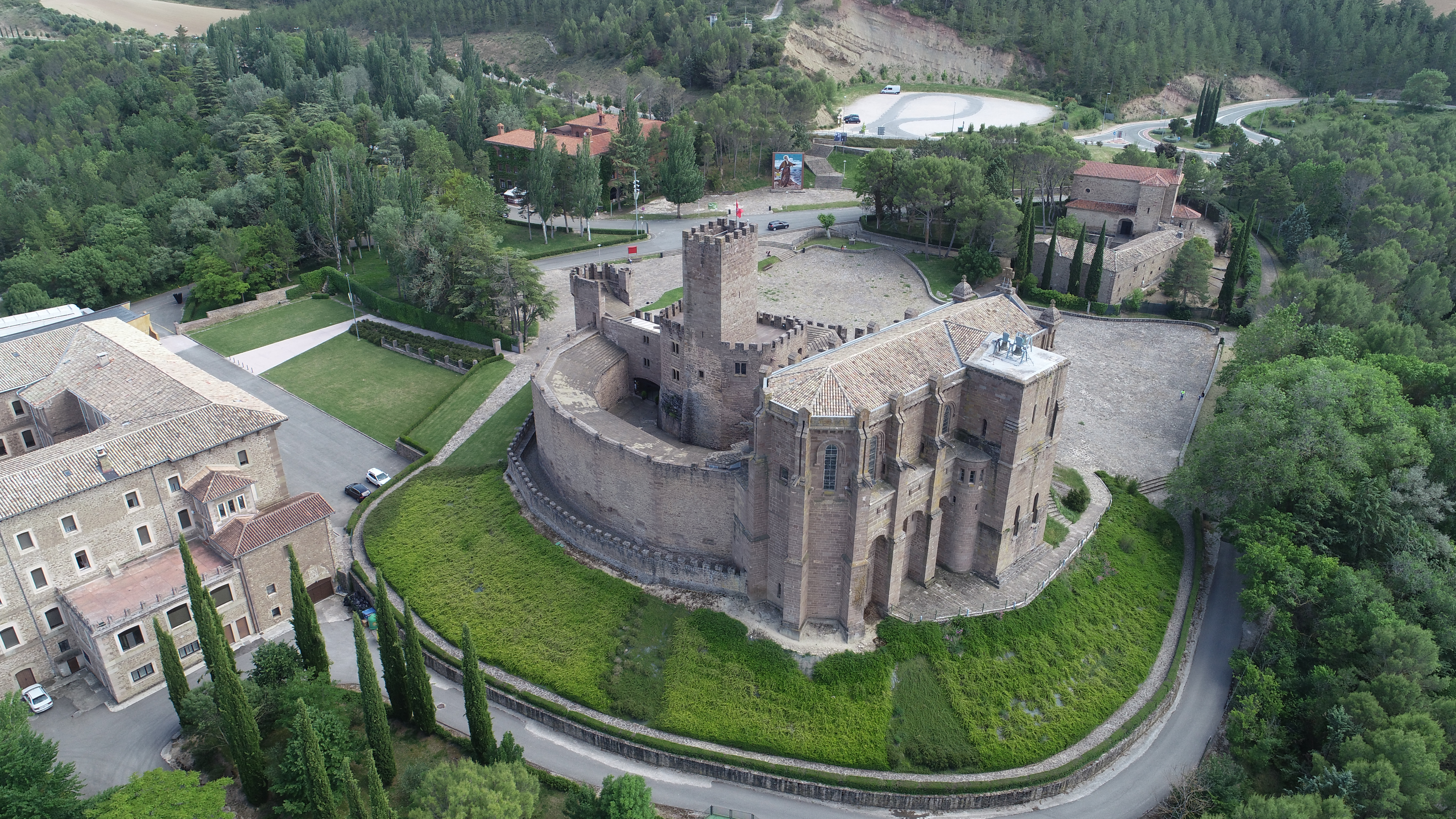
Restauración del Castillo de Javier
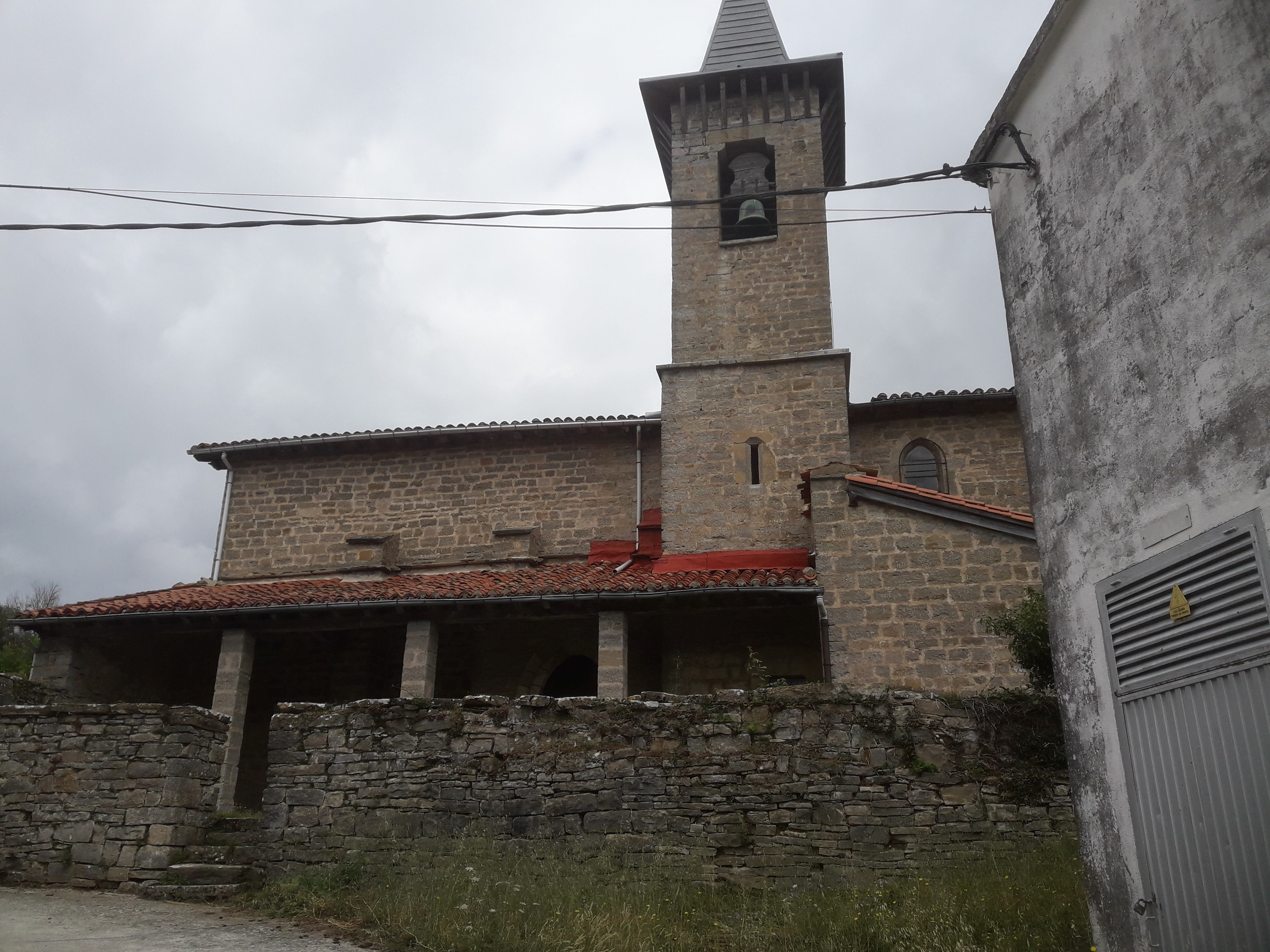
Iglesia de San Miguel (Beramendi, Basaburúa)
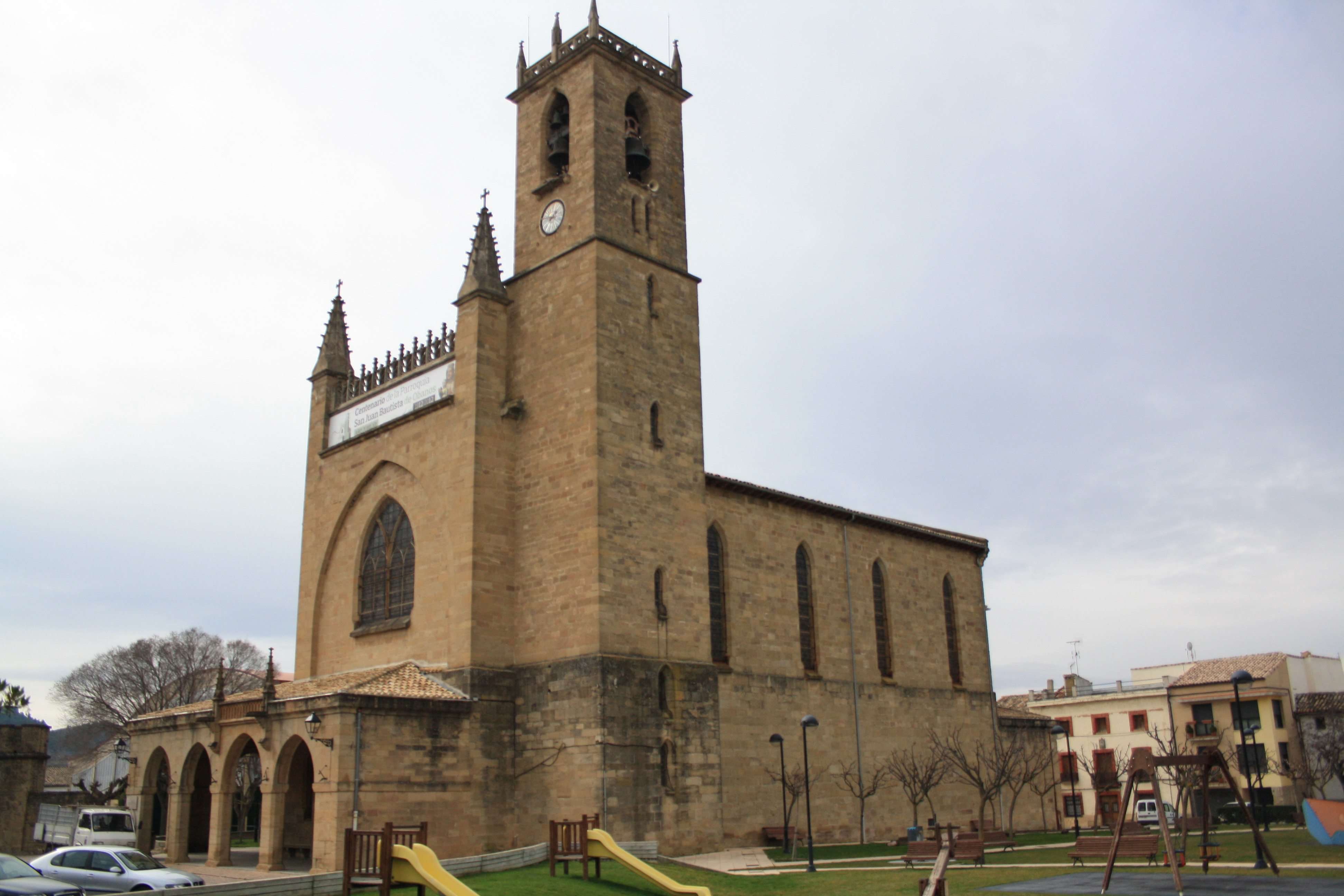
Iglesia de San Juan Bautista (Obanos).
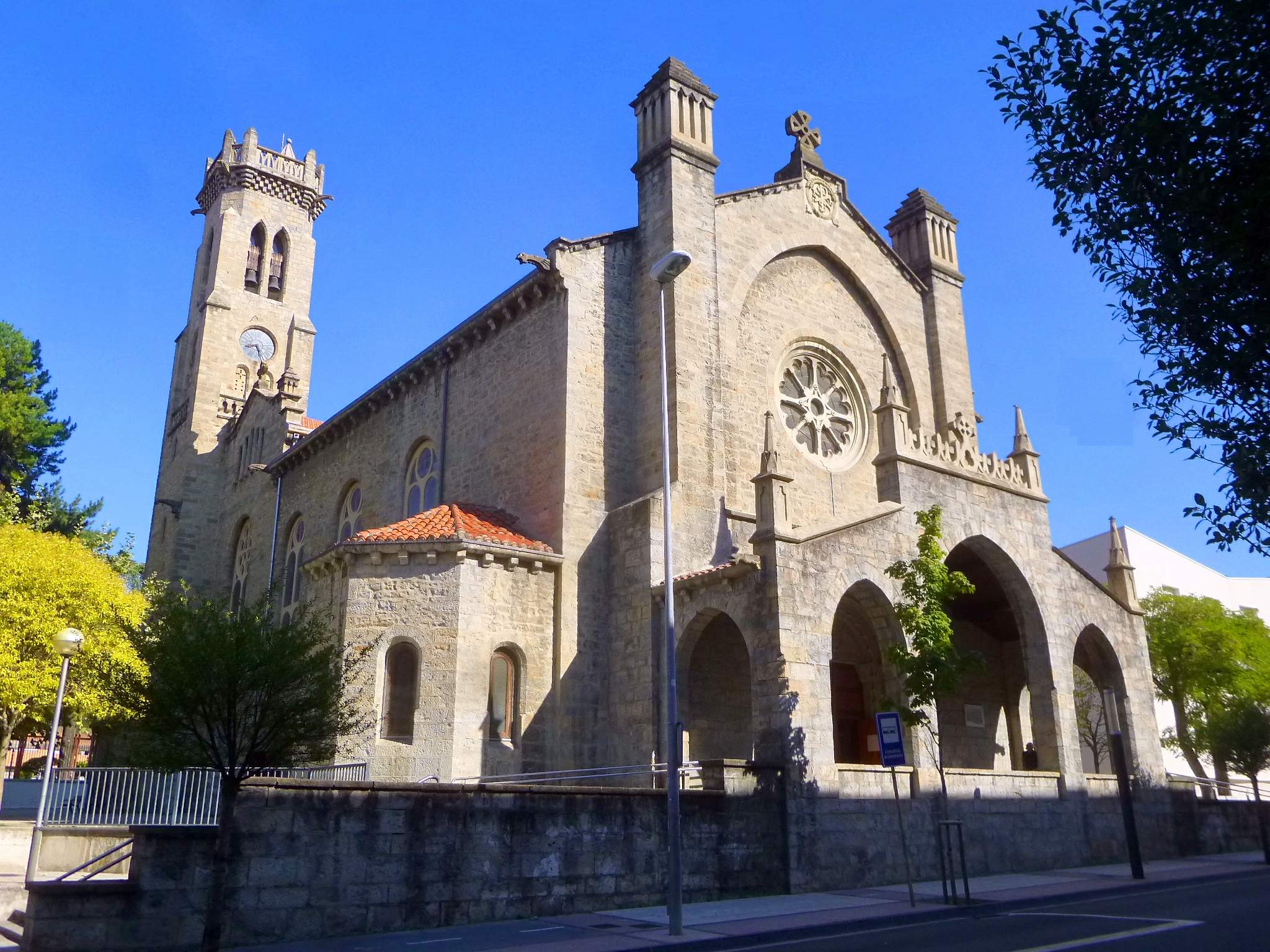
Iglesia del Salvador (Pamplona)